# X-Ray Engine
X-Ray Engine es un motor de juego desarrollado por el estudio ucraniano GSC Game World, especializado en juegos de disparos en primera persona. Originalmente desarrollado para S.T.A.L.K.E.R.: Shadow of Chernobyl, más tarde se adaptó a los juegos derivados: Clear Sky y Call of Pripyat.
Es compatible con DirectX 8.0 en adelante. Fue diseñado para administrar una poderosa inteligencia artificial, basada en un sistema de captura de movimiento y una representación gráfica que requiere una gran cantidad de polígonos en vastas áreas.

## Versiones

Captura de pantalla del juego S.T.A.L.K.E.R.: Clear Sky, que demuestra el efecto gráfico de la " iluminacion volumetrica"

### v1.0 - S.T.A.L.K.E.R.: Shadow of Chernobyl
El X-Ray Engine cuenta con renderizado HDR, paralaje y mapeo normal, sombras suaves, desenfoque de movimiento, efectos climáticos y ciclos día/noche. El motor no admite el suavizado, pero puede crear una forma falsa de suavizado cuando se habilita la luz estática. Es una técnica que difumina la imagen para dar una falsa impresión de suavizado.

### v1.5 - S.T.A.L.K.E.R.: Clear Sky
Las mejoras realizadas a 1.5 en comparación con el 1.0 original fueron significativas. Nuevos efectos visuales como luz volumétrica, humo volumétrico dinámico, fuego volumétrico completo, superficies húmedas dinámicas (con agua que fluye por el lado de las superficies), profundidad de campo borroso, soporte SSAO y DirectX 10/10.1.
Uno de los efectos visuales más notables que el X-Ray Engine a proporcionado para Clear Sky es el efecto de rayo de sol.
El motor de animación también recibió una revisión, con muchas modificaciones en la calidad de la animación y la cinemática inversa incluida en el juego. Los NPC también pueden usar coberturas inteligentes ahora, a menudo se ciegan y se apoyan entre sí de formas espectaculares.

### v1.6 - S.T.A.L.K.E.R.: Call of Pripyat
El nuevo y mejorado 1.6 es también uno de los primeros motores compatibles con DirectX 11 (principalmente en el modelo de charcter e incluso con mejor calidad de sombra) y marca una nueva era en los aspectos visuales de la historia del juego.

### v1.7/v1.8/v1.9 - S.T.A.L.K.E.R.: Legends of the Zone - Enhanced edition
El 14 de mayo de 2025, la cuenta oficial de GSC Game World anunció una versión remasterizada para cada juego de la trilogía de S.T.A.L.K.E.R (Shadows of Chernobyl (ahora "Shadows of Chornobyl"), Clear Sky y Call of Prypiat). Aquellos que ya tuvieran las versiones originales compradas recibirían estas remasterizaciones 100% gratis, mientras que quienes compren las versiones Ehnanced post-lanzamiento en PC tendrían includa también la versión original de cada juego
Las remasterizaciones salieron simultáneamente el 20 de mayo de 2025, y presentan cambios significativos en el rendimiento, los efectos visuales y muchas correcciones de errores gracias a la nueva versión de X-Ray Engine, la 1.7. Sin embargo, muchos se enojaron de que los juegos (las texturas de estos, más que nada) a menudo se veían muy borrosos (esto debido a que las texturas fueron presuntamente escaladas con Inteligencia Artificial), lo que conllevó a que recibieran inicialmente críticas muy negativas en Steam (además de haber removido contenido ruso, soviético y postsoviético en respuesta a la Invasión rusa a Ucrania)

## Inteligencia artificial
El X-Ray Engine utiliza el motor privativo de inteligencia artificial ALife desarrollado por GSC Game World. ALife admite más de mil personajes que habitan en la "Zona" (el término utilizado en el juego para el área de exclusión de 30 km de ancho que rodea a la Central Nuclear de Chernobyl). Estos personajes no tienen guiones, lo que significa que la IA se puede desarrollar incluso cuando no esta en contacto con el jugador. Los NPC tienen un ciclo de vida completo (realización de tareas, combate, descanso, alimentación y sueño) y lo mismo se aplica a los muchos monstruos que viven en la Zona (caza, ataque de los Acechadores y otros monstruos, descanso, comida, sueño). Estos monstruos migrarán en grandes grupos. La naturaleza no programada de los personajes significa que hay un número ilimitado de misiones aleatorias, como rescatar a los Stalkers del peligro, destruir a los renegados de Stalker, proteger o atacar los campamentos de Stalker y buscar tesoros. Los personajes de la IA viajan por toda la zona como mejor les parezca. Se pueden emplear numerosas tácticas para completar el juego, como apresurarse o usar el sigilo y el francotirador; Los PNJs reaccionarán de diferentes maneras a cada uno de ellos. Los PNJ de S.T.A.L.K.E.R. suelen planificar con anticipación.